# Джуно, Джозеф
Джо́зеф Джу́но (Жозе́ф Жюно́, англ. Joseph Juneau, 1836—1899) — канадский исследователь и золотоискатель французского происхождения. Вместе с Ричардом Харрисом в 1880 году открыл месторождение золота, а возникшее поселение вокруг него впоследствии получило название Джуно.

## Биография
Джозеф Джуно родился в канадском городке Сен-Поль-л’Эрмит, провинция Квебек (позже вошел в состав Репантиньи), в семье Франсуа Ксавье Жюно (фр. François Xavier Juneau) и Маргариты Тиффо Жюно (фр. Marguerite Thiffault Juneau). В поисках работы он переехал в Висконсин, а после в Калифорнию в 1849 году.

### Открытие золотой жилы
В 1880 году в городе Ситка горный инженер немецкого происхождения Георг Пилц предложил внушительную награду тому, кто сможет открыть золотоносный рудник для него. Вскоре нашлись желающие и экспедицию возглавили Ричард Харрис и Джозеф Джуно, отправившись на поиски к проливу Гастино. Экспедицию организовали исследователи Джо Джуно и Ричард Харрис, впоследствии нашедшие самородки на берегах пролива. 18 октября 1880 года члены экспедиции разбили лагерь и вскоре появился первый рудник. В течение года лагерь преобразовался в небольшой город, который стал первым появившийся на Аляске после её перехода в состав США. Изначально лагерь носил название Харрисбург, по имени Ричарда Харриса, но спустя некоторое время его переименовали на Роквелл, по имени лейтенанта Чарльза Роквелла. Современное название поселение получило в 1881 году, когда шахтёры приняли решение переименовать его в Джуно. Изначально планировалось назвать поселение в честь организатора экспедиции — инженера Георга Пилца. Однако, голосованием на собрании шахтёров, которых выпивкой подкупил Джозеф, победил вариант — Джуно.
Первые попытки заканчивались неудачей и золотоискатели возвратились с пустыми руками, но были отправлены обратно. В поисках золота копатели заручились поддержкой местного коренного населения. Индеец по имени Тлингит, что был вождём племени Кови, согласился помочь искателям. Взамен ему были предоставлены одеяла в качестве оплаты услуг. Последующие попытки были успешными и принесли добычу более чем на 100 тыс. долларов (453 кг), которую доставили на каноэ в город Ситка. Впоследствии Джуно переехал в Доусон, территория Юкон, где в 1890 году началась Клондайкская золотая лихорадка. В этом городе он обзавёлся небольшим бизнесом. Своё первое золото на новом месте Джуно нашёл на берегах реки Фортимайл.

### Смерть
Джозеф Джуно умер от пневмонии 1 марта 1899 года в городе Доусон. В своём завещании он распорядился перевезти его тело в город Джуно и захоронить с почестями на местном кладбище, на что также выделил 400 долларов. Церемония захоронения состоялась 16 августа 1903 года.